# Lupita Ferrer
Lupita Ferrer (Maracaibo, 6 de dezembro de 1947) é uma atriz venezuelana, que tem se destacado no gênero de telenovelas. No Brasil, é mais conhecida por sua vilã "Valéria Altamirano", na telenovela «Rosalinda».
Em 2012 interpretou a vilã principal na novela Rosa diamante.

## Carreira

### Telenovelas
- Milagros de Navidad (2017) .... Señora María Collins
- La fan (2017) .... Silvia -  Participação especial
- Voltea pa' que te enamores (2014) .... Enriqueta Santos de Galíndez - Atuação estelar
- Rosa diamante (2012) .... Rosaura Sotomayor - Atuação estelar
- Eva Luna (2010) .... Justa Valdez  -Atuação estelar
- Pecados ajenos (2007-2008) .... Agata Mercenario - Antagonista
- Inocente de ti (2004-2005) .... Gabriela Smith - Atuação estelar
- Amor descarado (2003-2004) .... Morgana Atal -Antagonista principal
- Soledad (2001) .... Victoria Álvarez Calderón- Antagonista principal
- Rosalinda (1999) .... Valéria Altamirano de Castilho- Antagonista principal
- Destino de mujer (1997) .... Aurora -Atuação estelar
- Nada personal (1996-1997) .... María Dolores de los Reyes- Coadjuvante
- Morelia (1994-1995) .... Ofelia Santibáñez Campos Miranda - Atuação estelar
- Rosangélica (1993) .... Cecilia Gel de la Rosa -  Antagonista principal
- Las dos Dianas (1992) .... Catalina  - Protagonista
- Amándote II (1990) .... Lisette Mistral - Antagonista
- Amándote (1988) .... Lisette Mistral - Antagonista
- Cristal (1985) .... Victoria Ascanio - Protagonista
- Doña Perfecta (1985)
- Los años felices (1984) .... Marcela - Co-Protagonista
- Ligia Sandoval (1981) .... Ligia Sandoval - Protagonista
- Julia (1979) .... Julia - Protagonista
- La Zulianita (1977) .... Marta María Domínguez- Protagonista
- Mariana de la noche (1976) .... Mariana  - Protagonista
- Mi hermana gemela (1975) .... Marta/Mara - Protagonista
- La guaricha (1973), Venevision (Venezuela) .... Palmira
- María Teresa (1972) .... María Teresa  - Protagonista
- Me llamo Julián, te quiero (1972)
- Esmeralda (1970) .... Esmeralda Rivera - Protagonista
- La frontera de cristal (1969)
- Tú eres mi destino (1969)
- Dónde no llega el sol (1967)
- Doña Bárbara (1967) .... Doña Bárbara - Protagonista

### Séries
- Ugly Betty (2006)

### Filmes
- Curdled (1996) .... Marie Clement
- Balboa (1986) .... Rita Carlo
- The Children of Sánchez(1978) .... Consuelo Sánchez
- Una mujer honesta (1973)
- Las chicas malas del padre Méndez (1971)
- El cínico (1970) .... Roberta Uribe
- Los corrompidos (1971)
- OK Cleopatra (1971)
- La vida inútil de Pito Pérez (1970)
- El oficio más antiguo del mundo (1970) .... Estela
- El manantial del amor (1970)
- Un quijote sin mancha (1969) .... Angélica
- Duelo en El Dorado (1969)
- La cama (1968)
- Muchachas, muchachas, muchachas (1968)
- Me ha gustado un hombre (1965)

## Prêmios e Indicações
| Ano  | Premiação                                    | Categoria                                 | Resultado |
| ---- | -------------------------------------------- | ----------------------------------------- | --------- |
| 2002 | Prêmios ACE                                  | Extraordinário ACE por Distinção e mérito | Ganhadora |
| 2005 | Asociación de Cronistas de Arte (Acroarte)   | Reconhecimento por Trayectoria            | Ganhadora |
| 2012 | Prêmios People en Español                    | Melhor Vilã                               | Nomeada   |
| 2013 | Miami Life Awards                            | Melhor Primeira Atriz                     | Ganhadora |
| 2013 | Miami Life Awards                            | Primeira Atriz                            |           |
| 2013 | Prêmios Tu Mundo                             | Nomeada                                   |           |
| 2014 | Organização Hispana de Atores Latinos (HOLA) | Excelência nas Telenovelas                | Ganhadora |
| 2015 | Festival Venezuelano de Arte                 | Reconhecimento por trajetória             | Ganhadora |